# Sutura temporocigomática
La sutura temporocigomática es la sutura del cráneo entre el hueso cigomático y el hueso temporal.

## Imágenes adicionales
|                                                                                           |
| Sutura temporocigomática (círculo azul) y localización de dos huesos: Cigomático Temporal |

|                                                                      |
| Localización de la sutura temporocigomática (línea roja). Animación. |

|                                                                    |
| Sutura cigomática en rojo. (Se han quitado los huesos temporales). |

|                                        |
| Sutura temporocigomática (línea roja). |

| |
| Vista lateral de la cabeza ósea. (La sutura temporocigomática está entre el hueso cigomático, a la izquierda en blanco, y el hueso temporal, a la derecha en rosa.) |